# Unité urbaine de Thann-Cernay
L'unité urbaine de Thann-Cernay est une unité urbaine française centrée sur les communes de Cernay et de Thann, cette dernière étant une des sous-préfectures du département du Haut-Rhin.

## Données géographiques
L'unité urbaine de Thann-Cernay est située dans la partie Sud-Alsace du département du Haut-Rhin, au pied du Massif des Vosges. Elle forme une agglomération urbaine de niveau secondaire, type « couronne », et se trouve à une vingtaine de kilomètres au nord-ouest de Mulhouse, en aval de la vallée de la Thur.

## Données générales
Dans le zonage réalisé par l'Insee en 1999, l'unité urbaine était composée de huit communes.
Dans le zonage réalisé en 2010, l'unité urbaine était composée de neuf communes, la commune de Leimbach ayant été ajoutée au périmètre.
Dans le nouveau zonage réalisé en 2020, elle est composée des neuf mêmes communes.
En 2022, avec 31 697 habitants, elle représente la 4e unité urbaine du département du Haut-Rhin, après l'unité urbaine de Bâle (SUI)-Saint-Louis (partie française) (3e rang départemental) et avant l'unité urbaine de Guebwiller (5e rang départemental).
Dans la région Grand Est où elle se situe, elle occupe le 18e rang régional après l'unité urbaine de Saint-Avold (partie française) (17e rang régional) et avant l'unité urbaine de Saint-Dizier qui se positionne au 19e rang régional selon les données du recensement de 2020.
En 2020, sa densité de population s'élève à 311 hab/km2, ce qui en fait une unité urbaine densément peuplée, davantage que celle du département du Haut-Rhin qui a 218 hab/km2. Par sa superficie, elle ne représente que 2,9 % du territoire départemental et, par sa population, elle regroupe 4,1 % de la population du département du Haut-Rhin.

## Composition de l'unité urbaine en 2020
Elle est composée des neuf communes suivantes :
| Nom                    | Code Insee | Département | Statut       | Superficie (km2) | Population (dernière pop. légale) | Densité (hab./km2) | Modifier                                    |
| ---------------------- | ---------- | ----------- | ------------ | ---------------- | --------------------------------- | ------------------ | ------------------------------------------- |
| Cernay                 | 68063      | Haut-Rhin   | ville-centre | 18,04            | 11 737 (2022)                     | 651                | modifier les données · modifier les données |
| Thann                  | 68334      | Haut-Rhin   | ville-centre | 12,51            | 7 769 (2022)                      | 621                | modifier les données · modifier les données |
| Bitschwiller-lès-Thann | 68040      | Haut-Rhin   | banlieue     | 12,64            | 1 995 (2022)                      | 158                | modifier les données · modifier les données |
| Leimbach               | 68180      | Haut-Rhin   | banlieue     | 3,57             | 928 (2022)                        | 260                | modifier les données · modifier les données |
| Steinbach              | 68322      | Haut-Rhin   | banlieue     | 6,09             | 1 357 (2022)                      | 223                | modifier les données · modifier les données |
| Uffholtz               | 68342      | Haut-Rhin   | banlieue     | 11,91            | 1 631 (2022)                      | 137                | modifier les données · modifier les données |
| Vieux-Thann            | 68348      | Haut-Rhin   | banlieue     | 5,11             | 2 874 (2022)                      | 562                | modifier les données · modifier les données |
| Wattwiller             | 68359      | Haut-Rhin   | banlieue     | 13,61            | 1 648 (2022)                      | 121                | modifier les données · modifier les données |
| Willer-sur-Thur        | 68372      | Haut-Rhin   | banlieue     | 18,00            | 1 758 (2022)                      | 98                 | modifier les données · modifier les données |

## Évolution démographique
| 1968   | 1975   | 1982   | 1990   | 1999   | 2008   | 2013   | 2020   |
| ------ | ------ | ------ | ------ | ------ | ------ | ------ | ------ |
| 27 608 | 28 843 | 29 122 | 29 619 | 30 446 | 31 446 | 31 961 | 31 554 |

#### Données générales
- Unité urbaine
- Aire d'attraction d'une ville
- Aire urbaine (France)
- Liste des unités urbaines de France

#### Données démographiques en rapport avec l'unité urbaine de Thann-Cernay
- Aire d'attraction de Mulhouse
- Arrondissement de Thann-Guebwiller

#### Données démographiques en rapport avec le Haut-Rhin
- Démographie du Haut-Rhin